# نادي كورينثيانس ألاغوانو
نادي كورينثيانس ألاغوانو هو نادي كرة قدم برازيلي أٌسس عام 1991.